# میکائیل کارادک
میکائیل کارادک (انگلیسی: Mickaël Caradec؛ زادهٔ ۲۹ آوریل ۱۹۸۲) بازیکن فوتبال اهل فرانسه است.
وی همچنین در تیم ملی فوتبال Brittany بازی کرده‌است.